# Libyen i olympiska sommarspelen 1988
Libyen deltog i de olympiska sommarspelen 1988 med en trupp, men ingen av landets deltagare erövrade någon medalj.

## Cykling
Herrarnas linjelopp
- Abdel Hamed El-Hadi – fullföljde inte (→ ingen notering)
- Abdullah Badri – fullföljde inte (→ ingen notering)